# IC 546
IC 546 је лентикуларна галаксија у сазвјежђу Хидра која се налази на листи објеката дубоког неба у Индекс каталогу.
Деклинација објекта је - 16° 23' 4" а ректасцензија 9h 34m 50,2s. Привидна величина (магнитуда) објекта IC 546 износи 13,6 а фотографска магнитуда 14,5. IC 546 је још познат и под ознакама MCG -3-25-7, PGC 27234.